# Pierre Lantuejoul
Pierre Lantuejoul, né le 18 septembre 1887 à Louviers et mort le 26 aout 1963 à Paris, est un obstétricien et professeur agrégé de clinique obstétricale à la Faculté de médecine de Paris.
Il se passionne tôt pour la neurologie et il fait de la mécanique obstétricale et la pathologie nerveuse néonatale ses principaux sujets d'études. Il fut titulaire de la Chaire de clinique obstétricale à la maternité Tarnier de 1944 à 1955.

## Début de carrière
Pendant la Première Guerre mondiale, il passe trente-quatre mois dans l'infanterie et fut blessé deux fois par éclats d'obus lors d'une visite de soldats blessés dans une tranchée alors qu'il avait reçu personnellement l'ordre d'évacuer. Il sera décoré en 1922 chevalier de la Légion d'honneur par l'Ordre de l'Armée .
Il a effectué son internat auprès du neurologue Achille Souques, du professeur de bactériologie André Lemierre puis de l'obstétricien Lucien Demelin.
En 1921, alors âgé de 34 ans, il présente sa thèse de doctorat Les hémorragies méningées sous-dure-mériennes traumatiques du nouveau-né. Il indique que ces hémorragies peuvent être consécutives à des manœuvres brutales mais qu'elles résultent le plus souvent d'une disproportion exagérée entre la tête fœtale et le bassin maternel, d'une extraction de la tête dernière (siège) ou d'une présentation qui impose à la tête une déformation particulière (face, front). Il décrit que les déformations plastiques de la voûte crânienne du fœtus provoquent l'arrachement de la tente du cervelet et la rupture des vaisseaux en un point précis, et qu'une hyperpression dans le territoire cave supérieur peut déterminer l'éclatement du fin réseau de la pie-mère et des vaisseaux de la faux et de la tente. L'examen anatomopathologique montre la possibilité de lésions nerveuses diffuses dont les cicatrices en cas de survie se traduiront par des syndromes d'une extrême variété ,.
Il entre la même année à la clinique obstétricale Tarnier, dirigée alors par le professeur Auguste Brindeau, et y évolue en tant que Chef de clinique.
De 1922 au début des années 1930, Pierre Lantuéjoul a réalisé de nombreuses publications et collaborations scientifiques, portant notamment sur le réflexe cutané plantaire du nouveau-né, la rupture utérine, l'utilisation du forceps, les soins néonataux, l'anesthésie rachidienne.
Il est nommé Accoucheur des Hôpitaux en 1931 puis Accoucheur assistant de la Maternité de l'Hôpital Saint-Louis.

## Évolution de carrière
Il est agrégé en 1933 et nommé Assistant à la Clinique Tarnier. Il analyse le syndrome de la pathologie gravidique qui est désigné sous le nom de vomissements incoercibles. Il étudie également les psychoses puerpérales, les paralysies du sciatique poplité externe des accouchées et du jeune enfant.
En 1937, en collaboration avec Auguste Brindeau, il consacre un livre sur l'accouchement par le siège.
En 1939 Pierre Lantuéjoul est nommé Chef de Service à la Maternité de l'Hôpital Raymond-Pointcaré, puis de la Maternité Port-Royal en 1940 et enfin de l'Hôpital Bretonneau en 1941.
Il évolue durant quelques années auprès du pédiatre néonatologue Louis Ribadeau-Dumas et deux de ses élèves, Jacques Debray et André Héraux, qui exerce à la clinique Tarnier à partir de 1942.
Pierre Lantuejoul devient le 25 avril 1944 titulaire de la Chaire de la clinique Tarnier, qu'il occupe jusqu'à juillet 1955. Il nomme le docteur Robert Merger Assistant. Cette même année, il est nommé Professeur de Clinique Obstétricale à la Faculté de médecine de Paris, en remplacement du Professeur Alexandre Couvelaire, parti à la retraite.

1944 : le docteur Pierre Lantuejoul est nommé Professeur de clinique obstétricale à la Faculté de Paris. (Paris Médical no 1)

En 1948, il étudie avec Louis Ribadeau-Dumas l'obstruction des voies respiratoires du nouveau-né, son étiologie et son anatomie pathologique. Cette étude a fait l'objet d'un rapport au congrès d'Alger, en 1952. En 1953, il fait partie des médecins experts de l'affaire Bac.
En 1959, il préside le congrès de la Fédération des sociétés de gynécologie et d'obstétrique de langue française dont il est le secrétaire général durant plusieurs années.
En 1961, ses travaux sur le traumatisme obstétrical sont cités à plusieurs reprises par le neuropathologiste Philipp Schwartz dans son ouvrage Birth injuries of the newborn.
Il fut envoyé en Mission d'Enseignement au Viêt-Nam d'octobre 1961 à février 1962.
Pierre Lantuéjoul décède le 26 aout 1963 des suites d'une longue maladie. En 1964, le professeur Maurice Lacomme lui rend hommage dans le Bulletin de l'Académie nationale de médecine.

## Distinctions
- 1918 : Cité à l'Ordre du Régiment et à l'Ordre de l'Armée.
- 1922 :  Chevalier de la Légion d'honneur à titre militaire.
- 1951 :  Officier de la Légion d'honneur
- 1956 :  Officier de l'ordre de la Santé publique[8]

Pierre Lantuéjoul fut élu membre titulaire de l'Académie nationale de médecine en 1950.
Il fut élu membre correspondant de l'Académie Royale Belge en 1948 puis, à partir de 1956, il fut membre honoraire.

## Œuvre scientifique
(novembre 2021).

### Publications
- 1920 : Malformations vertébrales et costales. Volumineuse hernie latérale consécutive. Société anatomique (19 juin 1920).
- 1920 : Fistule broncho-œsophagienne congénitale découverte à l'autopsie d'un enfant de 6 ans. Société anatomique (19 juin 1920).
- 1920 : Chancre du col chez la femme enceinte. Gynécologie et Obstétrique, tome II n°2.
- 1920 : La coagulation massive et spontanée du liquide céphalo-rachidien. Revue neurologique n°4. 339-351.
- 1920 : Les résultats des méthodes actuelles de traitement dans les principaux cancers. Revue médicale française (décembre 1920).
- 1921 : Notes sur quelques détails de structure et sur la vascularisation de la faux du cerveau et de la tente du cervelet chez le nouveau-né. Bulletins et mémoires de la Société Anatomique de Paris. (lire en ligne).
- 1921 : Les hémorragies méningées sous-dure-mériennes traumatiques du nouveau-né. (lire en ligne)
- 1921 : La délivrance spontanée et la délivrance naturelle. Bulletin de l'association des externes (mai 1921).
- 1921 : L'examen du bassin osseux chez la femme enceinte. Les principaux bassins viciés. Bulletin de l'association des externes (juin 1921).
- 1921 : La mort apparente du nouveau-né. Bulletin de l'association des externes (juillet 1921).
- 1921 : Rupture de l'utérus. Bulletin de l'association des externes (septembre 1921).
- 1922 : Les hémorragies méningées sous-dure-mériennes du nouveau-né. L'Hôpital n°65.
- 1922 : Les hémorragies méningées sous-dure-mériennes du nouveau-né. Gazette des hôpitaux (18 mars 1922).
- 1922 : Rupture de l'utérus. Conférence de l'Association professionnelle des externes et anciens externes des hôpitaux de Paris. Bibliothèque nationale de France (lire en ligne sur Gallica)
- 1923 : Mort apparente du nouveau-né. Conférences de l'Association professionnelle des externes et anciens externes des hôpitaux de Paris. Bibliothèque nationale de France (lire en ligne).
- 1924 : Notes sur les soins à donner au nouveau-né normal. Le Concours médical (18 mai 1924).
- 1924 : L'anesthésie rachidienne en obstétrique. Gynécologie et obstétrique, tome IX n°4.
- 1924 : Opération césarienne dans un cas de présentation de l'épaule. Société d'obstétrique et de gynécologie de Paris.
- 1924 : Placenta praevia, rupture utérine, hystérectomie. Société d'obstétrique et de gynécologie de Paris.
- 1925 : Un cas de déformation céphalique intrapelvienne. Bull. Soc. Obstét. Gynéc.14-197.
- 1925 : Le forceps Demelin. L'Hôpital. n°52.
- 1925 : Le forceps Demelin. Leçon du jeudi soir à la Clinique Tarnier. Édition Vigot.
- 1925 : Psychothérapie et vomissements graves chez la femme enceinte. Leçon du jeudi soir à la clinique Tarnier. Édition Vigot.
- 1926 : Accouchement par les voies naturelles d'une femme ayant subi un an auparavant une césarienne basse pour bassin rétréci. Gynécologie et obstétrique. Bibliothèque nationale de France (lire en ligne).
- 1926 : Manœuvre pour faciliter l'engagement de la tête saisie par le forceps au détroit supérieur. Gynécologie et obstétrique. Bibliothèque nationale de France (lire en ligne).
- 1949 : Conduite à tenir dans l'accouchement normal. Semaine des Hôpitaux de Paris, 1949, 25, n° 21, p. 896-898.
- 1951 : La psychothérapie et l’accouchement sans douleur. La Presse médicale.
- 1953 : À propos de l'accouchement sans douleur. Bulletin de l’Académie nationale de médecine, n° 17-18, 12-6-1953 p. 268 -271.
- 1955 : L'accouchement normal, naturel ou forcé ? L'Hôpital, mars 1955, 43, n° 644 bis, p. 290 (hors série).

### Collaborations
- 1914 : Zona et paralysie radiculaire du membre supérieur. En collaboration avec A. Souques et E. Baudouin. Société de neurologie (7 mai 1914).
- 1914 : Tabès et zona. En collaboration avec A. Souques et E. Baudouin. Société de neurologie (11 juin 1914).
- 1914 : Deux cas d'amyotrophie progressive type Aran-Duchesne. En collaboration avec A. Souques et E. Baudouin. Nouvelle iconographie de La Salpêtrière n°5-6.
- 1918 : Traumatisme et tuberculose pleuro-pulmonaire. En collaboration avec A. Lemierre. Société Médicale des Hôpitaux de Paris (10 mai 1918).
- 1918 : Un cas de bilharziose vésicale traitée par les injections intra-veineuse de chlorhydrate d'émétine. En collaboration avec A. Lemierre. Société médicale des Hôpitaux de Paris (21 juin 1918).
- 1918 : Zona du plexus cervical avec troubles moteurs. En collaboration avec A. Lemierre. Société Médicale des Hôpitaux de Paris (8 novembre 1918).
- 1919 : Parotidite orchi-épidymite et thyroïdite au cours d'une septicémie méningococcique à forme de fièvre intermittente. Réaction méningée discrète. Diagnostic par réaction agglutinante. En collaboration avec A. Lemierre. Société médicale des Hôpitaux de Paris (23 mai 1919).
- 1919 : Les troubles moteurs dans le zona. En collaboration avec E. Baudoin. Gazette des hôpitaux (27-30 décembre 1918).
- 1920 : Hyperalbuminose énorme du liquide céphalo-rachidien dans un cas de coagulation massive. En collaboration avec A. Souques. Société de neurologie de Paris (8 janvier 1920).
- 1920 : Ramollissement cérébral avec leucocytose dans le liquide céphalo-rachidien ayant stimulé l'encéphalite léthargique. En collaboration avec E. Baudouin. Société médicale des Hôpitaux de Paris (20 février 1920).
- 1920 : Présentation de pièces anatomiques dans un cas de céphalhématome bi-latéral. En collaboration avec Variot. Société de pédiatrie.
- 1920 : Un cas de cyanose congénitale paroxystique avec examen radiographique du cœur. En collaboration avec Variot. Société médicale des Hôpitaux de Paris.
- 1920 : Malformations cardiaques avec exophtalmie. En collaboration avec H.Walter. Société anatomique (16 octobre 1920).
- 1920 : Évolution de l'éosinophilie sanguine au cours de l'ankylostomose duodénale. En collaboration avec A. Lemierre. Annales de médecine n°4 409-417.
- 1921 : Le pronostic de la gestation, l'accouchement, des suites de couches et des suites de naissance d'après l'interrogatoire et l'examen de la femme enceinte. En collaboration avec M. Vignes. Journal des praticiens 13 et 20 août 1921.
- 1921 : Rupture utérine à terme, les deux gestations antérieures ayant été terminées par des sections césariennes. Hystérectomie. Guérison. En collaboration avec M. Vignes. Société d'obstétrique et de gynécologie de Paris.
- 1921 : Gestation extra-utérine opérée 9 mois après la dernière menstruation. En collaboration avec M. Vignes et Lelièvre. Société d'obstétrique et de gynécologie de Paris.
- 1921 : Œdème éléphantiasique de la vulve au cours de deux grossesses successives. En collaboration avec M. Doiteau. Société anatomique (juillet 1921)
- 1922 : Malformation anale chez un nouveau-né hérédo-syphilitique. En collaboration avec H.Walter. Société anatomique (février 1922).
- 1922 : Contribution à l'étude du sang pendant la grossesse et après l'accouchement. Dosage du sucre. En collaboration avec Boutot et Clogne. Gynécologie et obstétrique, tome V n°5.
- 1922 : Le drainage par en haut de l'hématome intra-ligamentaire dans la rupture utérine sous-périostale. En collaboration avec H. Walter. Société d'obstétrique et de gynécologie de Paris.
- 1923 : Note sur le reflex cutané-plantaire chez le jeune enfant, notamment au moment de la naissance. En collaboration avec E. Hartmann. Revue neurologique. Tome XXX n°4 30-387.
- 1924 : Un cas de grossesse quadruple. En collaboration avec M. Réglade. Société d'Obstétrique et de Gynécologie de Paris.
- 1924 : Rupture spontanée d'un kyste du parovaire pendant la grossesse. En collaboration avec M. Réglade. Société d'obstétrique et de gynécologie de Paris.
- 1924 : Quelques réflexions sur les vomissements incoercibles de la femme enceinte. En collaboration avec A. Brindeau. Paris-Médical.
- 1925 : Note sur le forceps de Kjelland. En collaboration avec A. Brindeau. Gynécologie et Obstétrique, tome XI 199-206.
- 1926 : Pratique de l'accouchement. En collaboration avec A. Brindeau. Édition Vigot. Bibliothèque nationale de France (lire en ligne).
- 1927 : Notes sur les applications hautes de forceps. A propos du Mémoire de J.-C. Llames-Massini. En collaboration avec A. Brindeau. Gynécologie et obstétrique. Bibliothèque nationale de France (lire en ligne).
- 1933 : Grossesse molaire avec dégénérescence double ovarienne chez une fille de 14 ans. En collaboration avec M-C. Hristu. Bulletin de la Société d'obstétrique et de gynécologie. Bibliothèque Nationale de France (lire en ligne).
- 1933 : Considérations sur les vomissements graves de la femme enceinte. En collaboration avec A. Brindeau. La Presse Médicale. Bibliothèque Nationale de France (lire en ligne).
- 1933 : Hématome de la paroi abdominale par rupture du grand droit chez une femme enceinte de sept mois. En collaboration avec B. Griffiths. Bulletin de la Société d'obstétrique et de gynécologie de Paris. Bibliothèque Nationale de France (lire en ligne).
- 1933 : Les Infections d'origine bucco-dentaire au cours de la puerpéralité. En collaboration avec M. Dechaume. La Presse Médicale. Bibliothèque nationale de France (lire en ligne).
- 1937 : Les Opérations en obstétrique. La présentation du siège. En collaboration avec A. Brindeau. Édition Vigot. Bibliothèque Nationale de France (lire en ligne).
- 1941 : Essais d'analgésie au cyclopropane en accouchements. En collaboration avec J.Bourreau. Gyné et obst, 1941, p. 450-454.
- 1944 : Essais d'analgésie et d'anesthésie en accouchement au moyen de l'alcool éthylique tribromé. En collaboration avec J.Bourreau et Carron. Gyn et obst, 1944-45, p. 261- 273.
- 1947 : Autoanalgésie obstétricale au protoxyde d'azote. En collaboration avec J.Bourreau et R.Chambraud. Gyn. et obst., 1947, tome 46, n° 3, pp.293-297.
- 1948 : L'obstruction des voies respiratoires à la naissance. En collaboration avec L. Ribadeau-Dumas et A. Héraux. Le Nourrisson 36-41.
- 1950 : Les techniques d'analgésie obstétricale. En collaboration avec M.Mayer, F.Viala et H.Pigeaud. 1ère partie, La Vie Médicale, octobre 1950, n° spécial.
- 1954 : La douleur de l'accouchement et sa psychoprophylaxie, En collaboration avec R.Merger. Semaines des Hôpitaux de Paris, 30 mai 1954, n° 35, 1954, p. 2201.
- 1954 : La mortalité maternelle au cours de l'accouchement et de ses suites immédiates. En collaboration avec P.Leroux. Bulletin de l'Académie nationale de médecine, séance du 6 juillet 1954, n° 23-24, p. 352-353.

### Préfacier
- 1949 : Précis d'accouchement. Édition Lamarre. Bibliothèque Nationale de France (lire en ligne).
- 1952 : Congrès de la Fédération des Sociétés de Gynécologie et d'Obstétrique de langue française. Bibliothèque nationale de France (lire en ligne).

### Éditeur scientifique
- 1937 : Congrès de l'Association des Gynécologues et Obstétriciens de langue française. Bibliothèque nationale de France (lire en ligne).
- 1946 : Congrès de l'Association des Gynécologues et Obstétriciens de langue française. Bibliothèque nationale de France (lire en ligne).
- 1950 : Congrès de l'Association des Gynécologues et Obstétriciens de langue française. Bibliothèque nationale de France (lire en ligne) .